# Scouting for Girls
Scouting for Girls est un groupe britannique de pop, originaire de Harrow, Londres, Angleterre. Formé en 2005. Il se compose de 3 amis d'enfance, Roy Stride au chant et au piano, Greg Churchouse à la guitare basse et Peter Ellard aux percussions. Le trio compte plus de 2 millions de disques vendus[réf. nécessaire] et est nommé quatre fois aux Brit Awards, et une fois aux Ivor Novello.

## Historique
Le nom du groupe, Scouting for Girls, est un jeu de mots basé sur le titre du livre Éclaireurs (Scouting for boys dans sa version originale), de Robert Baden-Powell, qui traite du fondement du scoutisme. Au début de 2007, l'A&R du label Epic Records, Nick Raphael, reçoit un CD démo du groupe. Enthousiaste après l'avoir écouté, il le passe à son collègue Jo Charrington qui répondra par « Allons voir le groupe en répet' ».
Le 14 février 2007, Scouting for Girls signe à Epic (division de Sony BMG). Ils se dirigent ensuite vers les Helioscentric Studios de Rye, East Sussex, pour enregistrer immédiatement leur premier album. Produit par Andy Green (Keane, KT Tunstall, The Feeling), leur premier sorti est l'EP It's Not About You sorti le 25 juin 2007. Il se vend rapidement.
Puis sort leur premier album studio, intitulé Scouting for Girls, sort en septembre 2007, il atteint la place de numéro 1 aux UK Albums Chart.
Leur second album Everyboby Wants to Be on TV, sorti en avril 2010, atteint la seconde place du classement. Ils sortent leur troisième album, The Light Between Us (2012), qui fait ses débuts en dixième position des classements britanniques.
Scouting for Girls annonce la sortie de leur quatrième album studio, pour octobre 2017, Ten Add Ten.

## Membres
- Roy Stride - chant, clavier, guitare (depuis 2005)
- Greg Churchouse - basse (depuis 2005)
- Peter Ellard - percussions (depuis 2005)

## Discographie
- 2007 : Scouting for Girls
- 2010 : Everybody Wants to Be on TV
- 2012 : The Light Between Us
- 2015 : Still Thinking About You
- 2017 : Ten AddTen